# Каско (Висконсин)
Каско (енгл. Casco) град је у америчкој савезној држави Висконсин.

## Демографија
По попису из 2010. године број становника је 583, што је 11 (1,9%) становника више него 2000. године.
| Група             | 2000.       | 2010.       |
| Белци             | 558 (97,6%) | 509 (87,3%) |
| Афроамериканци    | 0 (0,0%)    | 6 (1,0%)    |
| Азијати           | 0 (0,0%)    | 0 (0,0%)    |
| Хиспаноамериканци | 5 (0,9%)    | 44 (7,5%)   |
| Укупно            | 572         | 583         |